# Оганесян Грант Вартанович
Грант Вартанович Оганесян (1 серпня 1908, село Канакер Еріванської губернії, тепер Вірменія — 13 серпня 1974, місто Єреван, тепер Вірменія) — вірменський радянський діяч, секретар ЦК КП Вірменії, 1-й заступник голови Ради міністрів Вірменської РСР, міністр сільського господарства Вірменської РСР. Депутат Верховної ради Вірменської РСР. Кандидат економічних наук.

## Життєпис
Народився в селянській родині. Закінчив початкову школу в селі Канакер, середню школу — в місті Ерівань (Єревані).
У 1933 році закінчив Еріванський зоотехнічно-ветеринарний інститут.
У 1933—1938 роках — старший зоотехнік — заступник директора тваринницького радгоспу в селі Янгі Мартунінського району; завідувач — зоотехнік Лорійського племінного радгоспу Степанаванського району.
У 1938—1939 роках проводив науково-дослідну роботу на Єреванській дослідній тваринницькій станції, працював старшим зоотехніком Народного комісаріату землеробства Вірменської РСР.
Член ВКП(б) з 1941 року.
З червня 1941 по травень 1944 року — в Червоній армії, учасник німецько-радянської війни. Служив в окремому повітряно-десантному батальйоні Закавказького фронту, був завідувачем секретного діловодства та секретарем партійної організації штабу 21-го стрілецького корпусу РСЧА. Воював на Новоросійському напрямку та біля міста Керчі в Криму. 31 січня 1944 року був важко поранений, лікувався у госпіталі, потім був демобілізований із армії.
У 1944—1945 роках — у Народному комісаріаті державного контролю Вірменської РСР.
З 1945 року — інструктор військового відділу ЦК КП(б) Вірменії, заступник завідувача відділу партійних органів ЦК КП(б) Вірменії.
У 1950—1952 роках — 1-й секретар Шамшадинського районного комітету КП(б) Вірменії.
У 1952 — квітні 1953 року — секретар Кіроваканського окружного комітету КП Вірменії.
У 1953 — 8 липня 1954 року — член партійної комісії ЦК КП Вірменії; завідувач сільськогосподарського відділу ЦК КП Вірменії.
8 липня 1954 — 12 серпня 1957 року — секретар ЦК КП Вірменії з питань сільського господарства.
22 серпня 1957 — 1958 року — 1-й заступник голови Ради міністрів Вірменської РСР — міністр сільського господарства Вірменської РСР.
У 1958—1959 роках — заступник голови Ради міністрів Вірменської РСР.
Одночасно з 1958 року — начальник Головного управління лісового господарства при Раді міністрів Вірменської РСР.
7 березня 1961 — 1962 року — начальник Головного управління радгоспів при Раді міністрів Вірменської РСР. Одночасно 29 травня 1961 — 1962 року — міністр Вірменської РСР.
У 1962—1965 роках — 1-й заступник міністра виробництва та заготівель сільськогосподарських продуктів Вірменської РСР.
13 березня 1965 — 13 серпня 1974 року — міністр сільського господарства Вірменської РСР.
Помер 13 серпня 1974 року в Єревані. Похований в міському пантеоні Єревану.

## Звання
- старший лейтенант адміністративної служби

## Нагороди
- орден Жовтневої Революції
- орден Червоного Прапора
- медаль «За перемогу над Німеччиною у Великій Вітчизняній війні 1941—1945 рр.» (1945)
- медаль «За бойові заслуги» (6.11.1947)
- медалі